# George Metropoulos
George John Metropoulos (ur. 15 marca 1896 w Moschochori) – amerykański zapaśnik walczący w obu stylach. Olimpijczyk z Antwerpii 1920, gdzie zajął ósme miejsce w stylu wolnym i piąte w stylu klasycznym. Walczył w wadze lekkiej.
Zawodnik Gary YMCA. Mistrz Amateur Athletic Union w 1920 roku.

## Letnie Igrzyska Olimpijskie 1920
| Konkurencja            | Rundy eliminacyjne       | Rundy eliminacyjne          | Klas. końcowa |
| Konkurencja            | 1/16                     | Ćwierćfinał                 | Miejsce       |
| ---------------------- | ------------------------ | --------------------------- | ------------- |
| 67,5 kg styl klasyczny | Wasilios Wujukos (GRE) Z | Charles Frisenfeldt (DEN) P | 5.            |

| Konkurencja        | Rundy eliminacyjne        | Klas. końcowa |
| Konkurencja        | Ćwierćfinał               | Miejsce       |
| ------------------ | ------------------------- | ------------- |
| 67,5 kg styl wolny | Gottfrid Svensson (SWE) P | 8.            |